# Nowa Borowa
Nowa Borowa (ukrainisch Нова Борова; russisch Новая Боровая Nowaja Borowaja, polnisch Bobryk Nowy) ist eine Siedlung städtischen Typs in der ukrainischen Oblast Schytomyr mit etwa 5600 Einwohnern (2014).

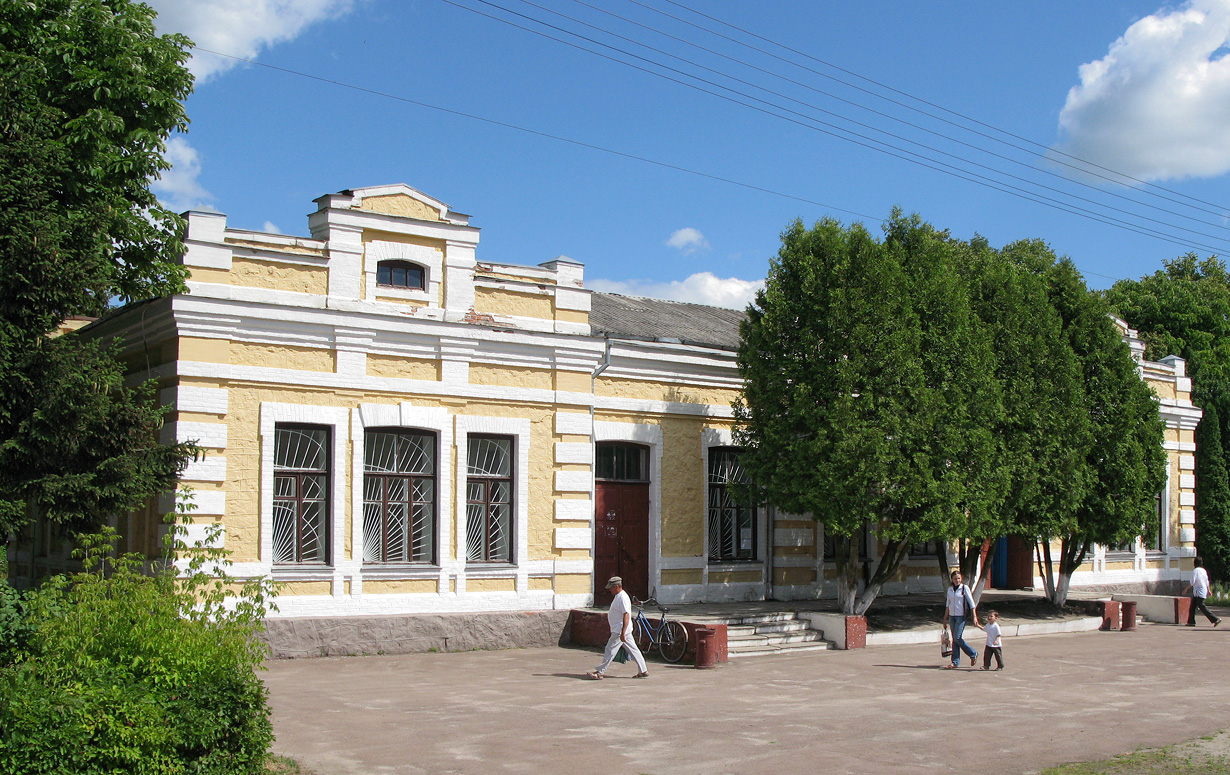
Bahnhof in Nowa Borowa

Die Ortschaft erhielt 1957 den Status einer Siedlung städtischen Typs und besitzt einen Bahnhof an der Bahnstrecke Korosten-Schytomyr.

## Geographie
Nowa Borowa liegt an der Irscha, einem linken Nebenfluss des Teteriw 20 km nordöstlich vom ehemaligen Rajonzentrum Choroschiw und 57 km nördlich vom Oblastzentrum Schytomyr. An der Ortschaft vorbei verläuft in Nord-Süd-Richtung die Regionalstraße P-28.

## Verwaltungsgliederung
Am 10. August 2015 wurde die Siedlung zum Zentrum der neugegründeten Siedlungsgemeinde Nowa Borowa (ukrainisch Новоборівська селищна громада/Nowoboriwska selyschtschna hromada), zu dieser zählen auch noch die 17 in der untenstehenden Tabelle aufgelisteten Dörfer, bis dahin bildete sie die gleichnamige Siedlungsratsgemeinde Nowa Borowa (Новоборівська селищна рада/Nowoboriwska selyschtschna rada) im Nordosten des Rajons Wolodarsk-Wolynskyj (ab 2016 Rajon Choroschiw).
Am 17. Juli 2020 kam es im Zuge einer großen Rajonsreform zum Anschluss des Rajonsgebietes an den Rajon Schytomyr.
Folgende Orte sind neben dem Hauptort Nowa Borowa Teil der Gemeinde:
| Name                     | Name            | Name                                |
| ukrainisch transkribiert | ukrainisch      | russisch                            |
| ------------------------ | --------------- | ----------------------------------- |
| Chytschiw                | Хичів           | Хичев (Chitschew)                   |
| Fassowa                  | Фасова          | Фасова                              |
| Hazkiwka                 | Гацьківка       | Гацковка (Gazkowka)                 |
| Issakiwka                | Ісаківка        | Исаковка (Issakowka)                |
| Jahodynka                | Ягодинка        | Ягодинка (Jagodinka)                |
| Jahodynka Druha          | Ягодинка Друга  | Ягодинка Вторая (Jagodinka Wtoraja) |
| Kamjanyj Brid            | Кам'яний Брід   | Каменный Брод (Kamenny Brod)        |
| Krasnoritschka           | Краснорічка     | Красноречка (Krasnoretschka)        |
| Kropywnja                | Кропивня        | Крапивня (Krapiwnja)                |
| Lukowez                  | Луковець        | Луковец                             |
| Nebisch                  | Небіж           | Небеж (Nebesch)                     |
| Rudnja-Hazkiwka          | Рудня-Гацьківка | Рудня-Гацковка (Rudnja-Gazkowka)    |
| Rudnja-Fassowa           | Рудня-Фасова    | Рудня-Фасова                        |
| Staryj Bobryk            | Старий Бобрик   | Старый Бобрик (Stary Bobrik)        |
| Tomaschiwka              | Томашівка       | Томашовка (Tomaschowka)             |
| Turtschynka              | Турчинка        | Турчинка (Turtschinka)              |
| Walky                    | Валки           | Валки (Walki)                       |